# 가노 가이세이
가노 가이세이(일본어: 狩野 海晟, 2002년 2월 8일~)는 일본의 축구 선수이다.

## 구단 경력
그는 2024년 J2리그의 몬테디오 야마가타에 입단했다. 2025년 J3리그의 후쿠시마 유나이티드 FC로 이적했다.